# Gen-Iti Koidzumi
Gen-Iti Koidzumi (o Geniti, Gen'ichi) romanizado de 小泉 源一 (1883 - 1953) fue un botánico y explorador japonés, especialista en Prunoideae. Posee más de 2000 registros IPNI.

## Algunas publicaciones
- Nakaike, T; A Yamamoto. 2002. Enumeration of the Latin names of pteridophytes published by Dr. Gen'ichi Koidzumi. Journal of Phytogeography and Taxonomy 50 (1): 63-68. ISSN 0388-6212

- 1956. Plants of Jaluit Island ([Pacific surveys report / U.S. Army, Corps of Engineers, Far East)

- 1952. The Big Button Palm which produces the ivory nut ([Reports] - USGS, Pacific Geological Surveys)

- 1928. Plantae Novae Amami-Ohsimensis nec non Insularum adjacentium: 1 Phytogeographical notes on the flora of the Loochoo Archipelago. 2 Description of new species. 19 pp.

### Libros
- 1930. Florae symbolae orientali-asiaticae;: Sive, Contributions to the knowledge of the flora of eastern Asia. 115 pp.

## Honores

### Eponimia
Especies (28 + 20 + 4 + 4 registros)
- (Asteraceae) Crepidiastrum koidzumianum (Kitam.) Pak & Kawano[1]

- (Asteraceae) Paraixeris koidzumiana ((Kitam.) Tzvelev[2]

- (Liliaceae) Siraitos koidzumianus (Ohwi) F.T.Wang & Tang[3]

- (Poaceae) Nipponobambusa koidzumii (Makino ex Koidz.) Muroi[4]

- (Rosaceae) Pyracantha koidzumii (Hayata) Rehder[5]

- (Scrophulariaceae) Pedicularis koidzumiana Tatew. & Ohwi[6]
- La abreviatura «Koidz.» se emplea para indicar a Gen-Iti Koidzumi como autoridad en la descripción y clasificación científica de los vegetales.[7]